# 三百山

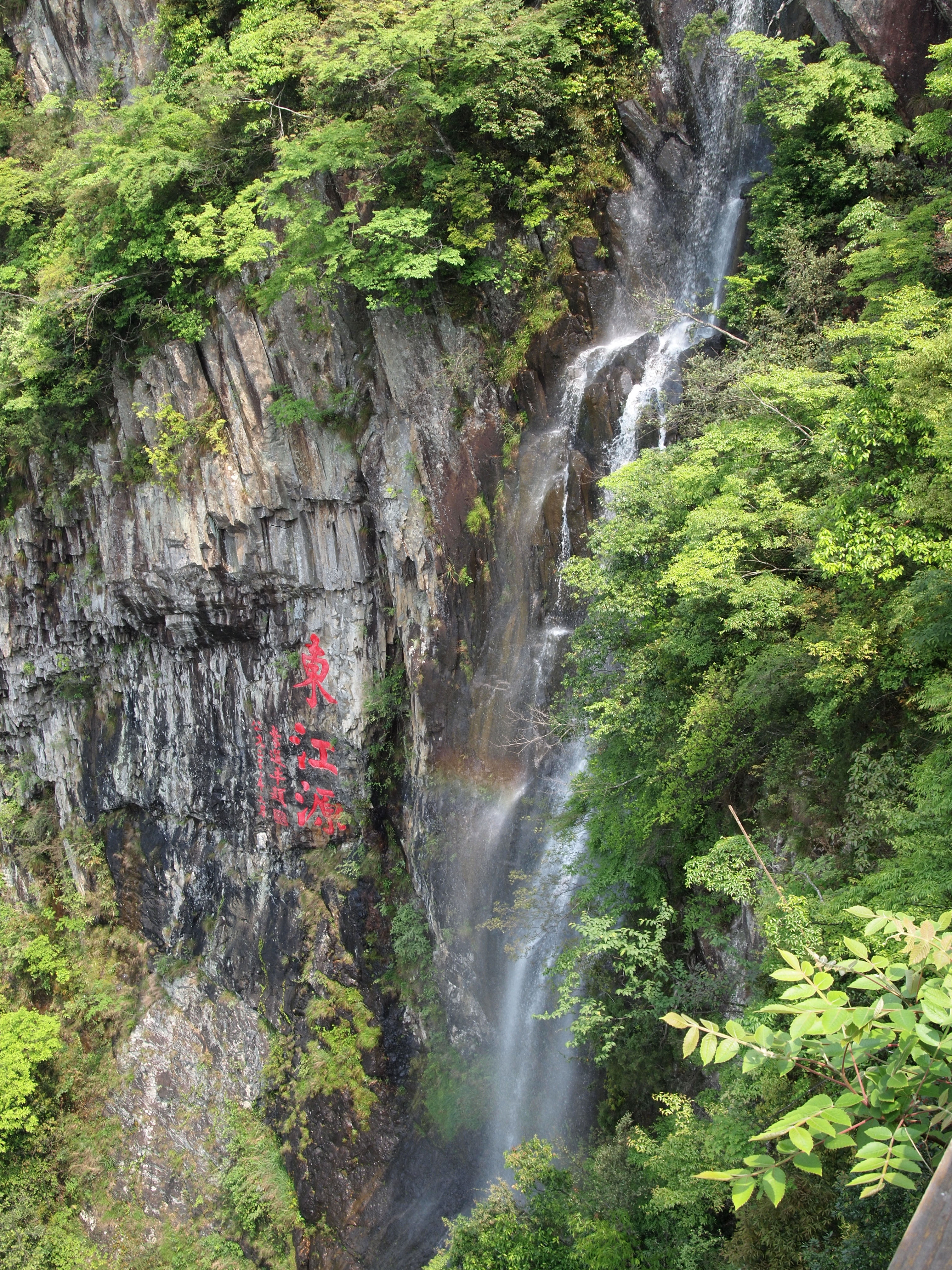
三百山東江第一瀑

三百山位于江西省赣州市安远县东南部。是贡江（长江水系）与东江（珠江水系）的分水岭。三百山是东江的发源地。主峰东源峰，海拔1164.5米。
三百山及其附近300多平方公里山地上森林茂密，古木参天，巨藤倒挂，遮天蔽日。三百山集山势、林海、瀑布、温泉四大自然风景奇观为一体，山水林石俱美，原始、古朴、清寂，一年四季气候温凉，舒适宜人。
东江第一瀑位于福鳌塘中心区北隅500米处。瀑布落差120余米，气势雄伟，飞瀑两侧峭壁凌空，古木参天。摩崖上的石刻“东江源”是全国政协副主席叶选平题字。

## 荣誉
- 1993年5月被林业部批准为国家森林公园；
- 1995年7月被江西省人民政府列为省级重点风景名胜区；
- 2002年5月被国务院批准为第四批国家重点风景名胜区。[2]